# Wappenfelsanlage Chessiloch

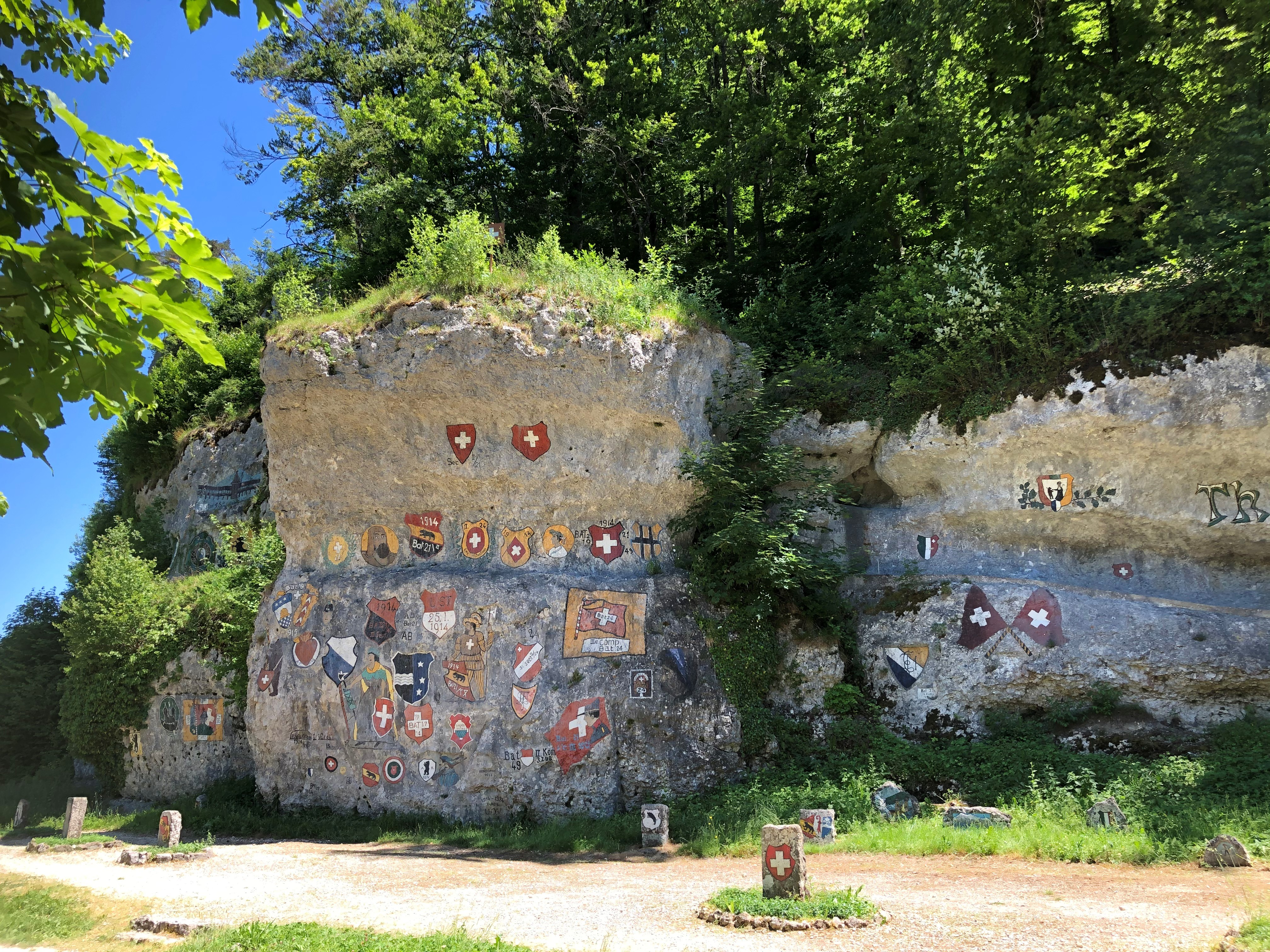
Wappenfelsanlage Chessiloch bei Grellingen BL

Wachtposten im Chessiloch (Erster Weltkrieg)

Die Wappenfelsanlage Chessiloch (auch Kessiloch) bei Grellingen (Kanton Basel-Landschaft) wurde während des Ersten Weltkriegs von Schweizer Soldaten erstellt. Die Anlage gilt als eines der bedeutendsten militärischen Kulturdenkmäler der Schweiz.

## Geschichte
Zwischen 1914 und 1918 standen über 60 Armeeeinheiten bei den Eisenbahnbrücken im Chessiloch bei Grellingen Wache. Ihr Auftrag galt der Sicherung der Juralinie, insbesondere der Unteren und der Oberen Chessilochbrücke über die Birs. Diese Eisenbahnlinie stellte die Verbindung zu den Grenztruppen in der Ajoie dar. 
Die Bearbeitung der Felsen begann, als ein Armeeangehöriger das Wappen seines Kantons und die Ziffern seiner Einheit in den Stein schlug. Nachfolgende Mannschaften versuchten jeweils die vorhergehenden Werke zu übertreffen, womit während des Aktivdiensts über 60 Werke in den Felsen gemeisselt und gemalt worden sind.
Nachdem die Schweizer Truppen in den ersten Monaten nach der Mobilisierung im August 1914 mit Graben- und Hindernisbauten beschäftigt waren, kehrte mit den Pikett- und Wachtdiensten und regelmässigen Drillübungen ein einförmiger Alltag ein. So sollen die Wehrmänner diese Werke in ihrer Freizeit und in erster Linie aus Langeweile und Heimweh erstellt haben.
Zum 20. Jahrestag des Kriegsausbruchs wurde die Anlage 1934 renoviert und umgestaltet. Aus diesem Anlass wurden auch die 1918 ins Historische Museum Bern (Laufen gehörte damals zum Kanton Bern) verlagerten Wappensteine wieder an ihren Platz zurückgebracht und mit der Tradition des jährlichen «Chessilochschiessens» begonnen. Auch während des Zweiten Weltkriegs wurde die Anlage erweitert. Die Wappenfelsanlage Chessiloch gehört damit «zu den Zeugnissen der Geistigen Landesverteidigung» und gilt als «Erinnerungsort, wo der Réduit-Gedanke und die Behauptung der nationalen Eigenheit eine anschauliche, künstlerische Umsetzung gefunden hat.»

## Beschreibung
Auf den ersten Blick fällt vor allem die grosse Anzahl Schweizer- und Kantonswappen auf (z. B. Aargau, Solothurn, Tessin und Luzern). Zudem werden die Felsen von Emblemen der Einheiten geziert, die ihren Dienst im Chessiloch absolvierten. Daneben lassen sich landschaftliche Darstellungen von Bern, Luzern und dem Kloster St. Gallen wie auch mythologische Figuren wie Wilhelm Tell und die Helvetia erkennen. In Form von Skulpturen sind der General Ulrich Wille, der Generalstabschef Theophil Sprecher von Bernegg und Treytorrens de Loys, Kommandant der 2. Division, verewigt.